# James Saumarez, 1. Baron de Saumarez

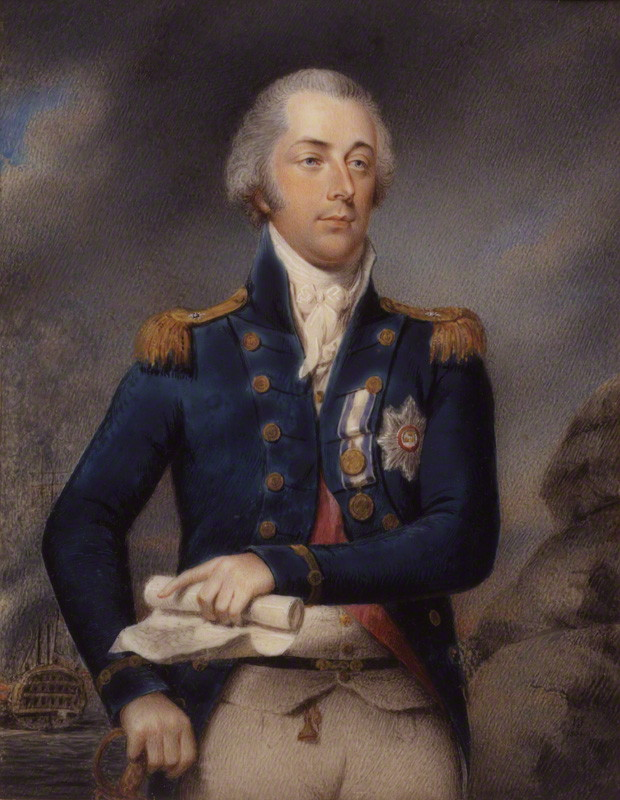
James Saumarez, 1. Baron de Saumarez

James Saumarez, 1. Baron de Saumarez GCB (* 11. März 1757 in Saint Peter Port, Guernsey; † 9. Oktober 1836 ebenda) war ein britischer Admiral, der das Kommando über die britischen Verbände im Ersten Seegefecht von Algeciras und im Zweiten Seegefecht von Algeciras führte.

## Frühe Jahre
Saumarez stammte aus einer Familie mit langer Marinetradition von der Kanalinsel Guernsey. Viele Vorfahren hatten sich im Dienst der Royal Navy ausgezeichnet. Er selbst setzte die Tradition fort, als er mit 13 Jahren als Midshipman in die Royal Navy eintrat.

## Dienst in der Royal Navy
1776 wurde er wegen seiner Leistungen bei der Einnahme von Charleston zum Lieutenant befördert. Für seine Tapferkeit im Seegefecht auf der Doggerbank am 5. August 1781, bei dem er verwundet wurde, wurde er zum Commander befördert.
1782 war er bereits Captain und kommandierte das 74-Kanonen Linienschiff Russell in der Schlacht von Les Saintes am 12. April 1782, in der Rodney die französische Flotte unter de Grasse besiegte.
Was er in der Friedenszeit zwischen 1783 und 1793 machte, ist weitgehend unbekannt. 1793 übernahm er die Fregatte HMS Crescent, mit der er in einem Fregattengefecht die französische Fregatte La Reunion 1793 eroberte. Dafür wurde Saumarez 1793 vom König zum Knight Bachelor geschlagen. 1794 konnte er als Kommodore eines kleinen Geschwaders einem Angriff eines deutlich überlegenen französischen Verbandes ausweichen, indem er sich in den Schutz von Guernsey begab. 1795 übernahm er das Kommando auf dem Linienschiff HMS Orion, mit dem er an den Seeschlachten bei der Île de Groix (1795), Kap St. Vincent (1797) und Abukir (1798) teilnahm. In der letztgenannten wurde er verwundet.
1799 erhielt er das Kommando über das 80-Kanonen-Linienschiff HMS Caesar, mit dem er in der Blockade von Brest eingesetzt war. 1801 wurde Saumarez zum Rear-Admiral befördert und zum Baronet, of Guernsey, erhoben. Seine nächste Aufgabe war es, den Hafen von Cádiz zu blockieren, was er nach einer Niederlage im Ersten Seegefecht von Algeciras mit dem Sieg nur sechs Tage später im Zweiten Seegefecht von Algeciras auch erreichte. Für diese Leistung wurde er 1801 als Knight Companion in den Order of the Bath aufgenommen. Außerdem erhielt er die Freedom of the City der Stadt London und 1803 eine jährliche Pension von 1200 Pfund.
Ab 1809 und bis zum Kriegsende befehligte er die britische Ostseeflotte zur Unterstützung Schwedens und zur Sicherung der britischen Interessen in der Ostsee. Dabei wurde ihm vom schwedischen König der Schwertorden verliehen.

## Späteres Leben
1814 wurde er zum Admiral befördert. 1815 wurde er als Knight Grand Cross des Order of the Bath ausgezeichnet. 1819 erhielt er das Ehrenamt des Rear-Admiral of the United Kingdom, 1821 das des Vice-Admiral of the United Kingdom. 1831 wurde er als Baron de Saumarez, of Saumarez in the Island of Guernsey, zum erblichen Peer erhoben und wurde dadurch Mitglied des House of Lords.